# Фащовка
Фащовка (біл. Фашчаўка) — селище в Білорусі, у Тереницькій сільській раді Гомельського району Гомельської області.

## Географія

### Розташування
Селище Фащовка розташоване за 17 км від залізничної станції Якимівка на лінії Калинковичі — Гомель та за 26 км на північний захід від Гомеля.
Через селище протікає річка Іволька (притока річки Уза).

## Транспортна мережа
Транспортний зв'язок степовою, а потім автомобільною дорогою Жлобин — Гомель. Планування складається з короткої прямолінійної вулиці, забудова двосторонньо дерев'яними будинками.

## Історія
Селище засноване на початку XX століття переселенцями із сусідніх сіл.
З 1926 року в складі Уваровицького району Гомельського округу. 
1931 року мешканці селища вступили до колгоспу. Під час німецько-радянської війни 13 мешканців загинули на фронті. Перебувало у складі колгоспу імені Суворова (центр — село Рудня Телешовська).
До 1 серпня 2008 року у складі Телешовської сільської ради.

## Населення

### Чисельність
- 2009 — 37 мешканців.